# Football-Club Auch
El Football-Club Auch fue un equipo profesional de rugby de Francia de la ciudad de Auch (departamento del Gers).

## Historia
El club se llevó la European Shield en el 2005 y también fue campeón de la segunda división profesional (llamada Rugby Pro D2) en el 2004 y el 2007 a pesar de que tenía uno de los más pequeños presupuestos del rugby profesional galo en ese entonces.  

### Desaparición del club (2017)
Para la temporada 2016-2017, FCAG se unió al grupo elite de la Fédérale 1, un grupo de ascenso a Pro D2 que reunía a los equipos del campeonato que cumplían con los requisitos de la Federación Francesa de Rugby (presupuesto, centro de entrenamiento, estadio homologado, etc.) y que habían presentado con éxito su solicitud a esta última.
Sin embargo, el 11 de enero de 2017, la FFR anunció que el Auch, así como el Stado Tarbes Pyrénées Rugby y el Limoges Rugby no podían acceder a la división por razones financieras. De hecho, su socio principal, la promotora inmobiliaria COFEGA - Le Grand Chêne, no les pagó el equivalente a varias temporadas de colaboración. Se generó un déficit acumulado de más de 600.000 euros. El apoyo a la FCAG en el mundo del rugby fue significativo. Todos sus exjugadores se solidarizan ofreciendo sus camisetas para una subasta. El FC Auch Gers también solicitó donaciones para completar aquella temporada y, sobre todo, evitar la quiebra.
A pesar de los esfuerzos de sus numerosos seguidores, incluyendo la financiación colectiva, los problemas financieros persistieron. Al terminar sexto en el grupo entre 10 equipos. Pero la quiebra de la SASP fue anunciada el lunes 3 de abril por el presidente Clément Langlois.   Esto supusó el fin del rugby profesional en el departamento de Gers. El tribunal mercantil de la ciudad de Auch declara la liquidación de la SASP el viernes 7 de abril, seguida del despido de los jugadores.
El descenso a la Fédérale 3 para la temporada 2017-2018, oficializado el 19 de abril, fue decidido por la FFR y la DNACG. Además, la pérdida del centro de entrenamiento y la profesionalización de la FCAG tuvieron un gran impacto en este club, que formó a grandes talentos franceses. El FC Auch Gers estuvo experimentando importantes salidas de jugadores, pero también de entrenadores. Entre ellos, Julien Sarraute, entrenador de tres cuartos y director del centro de entrenamiento, dejó Auch para unirse al US Colomiers de rugby en la Pro D2. El entrenador de delanteros, Eric Escribano, se marchó al Blagnac de rugby en la Fédérale 1, mientras que Roland Pujo, el entrenador, dimitió. El club de la capital de Gascuña tuvo que comenzar de nuevo y debió reconstruirse con su asociación, en la categoría federal amateur más baja del rugby francés.
Tras la quiebra de la SASP, la asociación FCAG, que debía asumir el control del club, también se encuentra en graves dificultades financieras. Existió un déficit de aproximadamente 455.000 euros, y se estuvieron registrando apoyos de las autoridades locales y donaciones para cubrir la deuda. Sin embargo, el recurso ante la comisión DNACG no logró que el FC Auch Gers fuera incluido en la Fédérale 1 "Jean Prat". La declaración de quiebra de la asociación se registra como cese de pagos por parte del tribunal administrativo.

### RC Auch (desde 2017)
Para compensar la falta de un club de rugby en la ciudad de Auch, se creó un nuevo club.  y afiliado a la FFR el 8 de julio de 2017 como Football Club Auch Gers Gascogne; que luego se renombro en Rugby Club Auch el 29 de agosto de 2017.

## Palmarés

### Torneos internacionales
- European Shield (1): 2005

### Torneos nacionales
- Pro D2 (2): 2003-04, 2006-07
- Segunda División (1): 1946-47